# Субкоричневий карлик

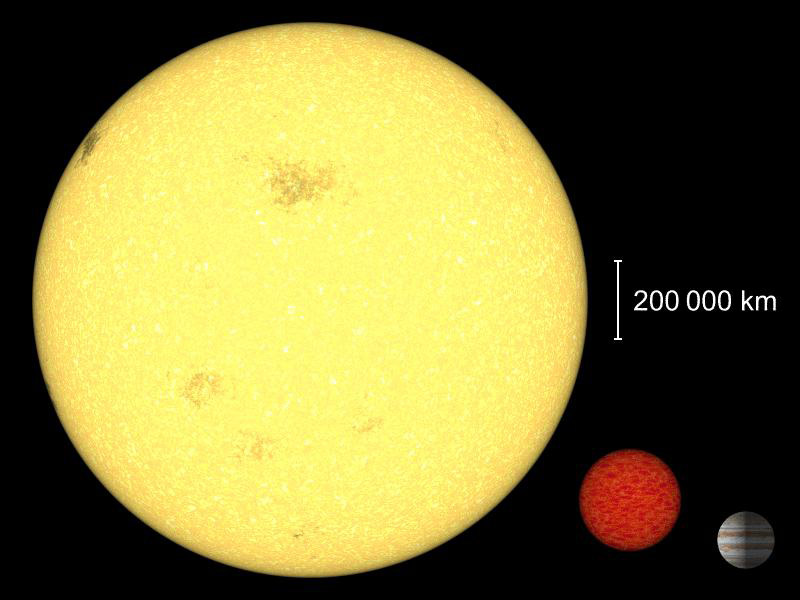
Порівняння розміру Сонця з субкоричневим карликом і Юпітером.

Субкоричневий карлик або коричневий субкарлик — холодне утворення з масою меншою, ніж у коричневого карлика.

## Загальний опис
Субкоричневі карлики — об'єкти з масою, меншою як 0,012 маси Сонця або, відповідно, 12,57MЮп. Тому найчастіше їх зараховують до планет. Водночас схема утворення субкоричневих карликів аналогічна схемі утворення зірок. Вони народжуються в результаті колапсу газової хмари, а не шляхом акреції, або консолідацією речовини у протопланетній хмарі. Найменша маса газової хмари, яка може колапсувати, щоб утворити субкоричневий карлик, це приблизно 1MЮп. 
Наукове співтовариство поки не дійшло остаточного висновку про те, що вважати позасонцевою планетою, а що — субкоричневим карликом. На даний момент астрономи розбилися на два табори, розв'язуючи питання, чи вважати процес формування планет критерієм для класифікації.

## Можливі субкоричневі карлики
- 2M1207 b
- SCR 1845-6357 B
- Cha 110913-773444
- UGPS J072227.51-054031.2
- COROT-Exo-3 b
- WISE 0855–0714